# Орже (коммуна)
Орже́ (фр. Orgeix) — коммуна во Франции, находится в регионе Юг — Пиренеи. Департамент коммуны — Арьеж. Входит в состав кантона Акс-ле-Терм. Округ коммуны — Фуа.
Код INSEE коммуны — 09218.

## Население
Население коммуны на 2008 год составляло 101 человек.
| 1962 | 1968 | 1975 | 1982 | 1990 | 1999 | 2008 |
| ---- | ---- | ---- | ---- | ---- | ---- | ---- |
| 46   | 61   | 61   | 53   | 65   | 71   | 101  |

## Экономика
В 2007 году среди 60 человек в трудоспособном возрасте (15—64 лет) 44 были экономически активными, 16 — неактивными (показатель активности — 73,3 %, в 1999 году было 70,2 %). Из 44 активных работали 41 человек (20 мужчин и 21 женщина), безработных было 3 (1 мужчина и 2 женщины). Среди 16 неактивных 3 человека были учениками или студентами, 10 — пенсионерами, 3 были неактивными по другим причинам.